# Thaumastosoma jebamoni
Thaumastosoma jebamoni är en kräftdjursart som först beskrevs av George 200.  Thaumastosoma jebamoni ingår i släktet Thaumastosoma och familjen Nannoniscidae. Inga underarter finns listade i Catalogue of Life.